# Vellozia auriculata
Vellozia auriculata är en enhjärtbladig växtart som beskrevs av Mello-silva och Nanuza Luiza de Menezes. Vellozia auriculata ingår i släktet Vellozia och familjen Velloziaceae. Inga underarter finns listade.